# Hans Iversen
Porta Pavia Nikolai Hans Iversen (* 8. März 1940 in Ilulissat) ist ein grönländischer Politiker (Siumut).

## Leben
Hans Iversen ist der Sohn des Fischers Peter Herman Iversen und seiner Frau Kathrine Agnete Sofie Birgithe Kristiansen. Er wuchs wie sein Vater als Fischer auf. Mit seiner Frau, die er 1964 heiratete, hatte er drei Töchter und einen Sohn, bevor sie 1991 starb. Eine seiner Töchter ist die Politikerin Ane Lone Bagger (* 1966).
Hans Iversen war ab 1977 Vorstandsmitglied in der Fischer- und Jägerorganisation KNAPK. Er kandidierte erstmals bei der Parlamentswahl 1983 und wurde er ins Inatsisartut gewählt. Bei den Wahlen 1984, 1987 und 1991 wurde er jeweils wiedergewählt. Im Mai 1992 wurde er zum Minister für Fischerei, Jagd und Landwirtschaft im Kabinett Johansen I ernannt, nachdem Kaj Egede zurücktreten musste. Er führte das Amt bis zum Ende der Legislaturperiode aus. Bei der Parlamentswahl 1995 konnte er nicht mehr genügend Stimmen erreichen und schied aus dem Parlament aus. 1999 kandidierte er erneut, erreichte aber ebenfalls nicht genügend Stimmen für einen Parlamentssitz. Anschließend beendete er seine politische Karriere.